# 田崎秀夫
田崎 秀夫（たざき ひでお、1898年3月3日 - 1989年12月19日）は広島文理科大学（現広島大学）の理学研究者。
福島県出身。X線および電子線による結晶解析の研究においてで、メタ硼酸の結晶構造の解析にフーリエ解析法を用いる方法を提案した。
広島大学退官後は、大阪電気通信大学学長に就任し、持ち前の温厚な性格と冷静な発言で、学生紛争を平和裏に終結に導いた。1970年、勲三等瑞宝章受章。1989年、腎不全のため死去。

## 略歴
- 1928年、京都大学理学部物理学科卒業
- 1933年、広島文理科大学助教授
- 1946年、広島文理科大学教授
- 1961年、広島文理科大学退官

## 著書
- 発明発見学習図鑑(東洋図書、1953年)
- 一般教養としての科学(広報図書、1951年)
- X線(日本出版社、1947年)